# James Mercer (matematico)
James Mercer (Bootle, 15 gennaio 1883 – Londra, 21 febbraio 1932) è stato un matematico britannico.
Formatosi presso l'Università di Manchester e poi anche presso l'Università di Cambridge, in seguito è stato ammesso come membro (fellow) della Royal Society.
Durante la prima guerra mondiale ha prestato servizio attivo combattendo nella battaglia dello Jutland ed è morto a Londra dopo qualche decennio trascorso in cattiva salute.
È noto per un teorema, detto appunto teorema di Mercer, il quale afferma che un kernel definito positivo può essere espresso come prodotto scalare in uno spazio ad alta dimensionalità. Su tale teorema si fonda il cosiddetto trucco del kernel (ideato da Aizerman et al. per il kernel perceptron), che consente di convertire facilmente algoritmi per modelli lineari in algoritmi per modelli non lineari.